# Palazzo Napolino-Tommasi Rosso
Il Palazzo Napolino - Tommasi Rosso è un edificio storico della città di Modica, in Sicilia.
Si trova alle spalle del Duomo di San Giorgio, bene Patrimonio dell'umanità, e fu costruito nel XVIII secolo dalla nobile famiglia Lorefice. Passò poi ai baroni Napolino e in seguito alla famiglia Tommasi Rosso.
Il palazzo sorge nell'antico quartiere di Francavilla, in pendenza lungo la via che collega Modica Bassa e Modica Alta. Ad oggi non è stato trovato il nome del progettista né l'autore delle preziose decorazioni tardobarocche che ne contraddistinguono la facciata. 

## Descrizione
Il prospetto a due piani era stato concepito per una strada dall'andamento diverso rispetto a quello odierno, per cui la percezione delle proporzioni risulta alterata. Il portale strombato presenta due lesene con capitello corinzio ai lati, due facce zoomorfe che sorreggono coi denti un tendaggio d'onore e due maschere teatrali al centro, in chiave d'arco.
Nel piano inferiore si trovano due aperture elegantemente collegate a quelle laterali del piano superiore, finemente concepite con cinque mensoloni che sorreggono un balcone e un'apertura coronata da timpani spezzati e arricciati, leggermente convessi a creare movimento. Al piano superiore, il terzo balcone, quello centrale, dà movimento all'intera facciate grazie ai magnifici mensoloni decorati con volti zoomorfi di felice invenzione e due figure muliebri che, nel mensolone centrale, racchiudono lo stemma della famiglia Napolino.
Tutti e tre i balconi hanno con la parte centrale aggettante e presentano raffinate ringhiere in ferro a petto d'oca.
Il prospetto è chiuso da una fascia decorata interrotta al centro, in corrispondenza del balcone centrale - vero punto focale della costruzione, insieme al portale sottostante - dalla corona baronale dello stemma Lorefice, la famiglia che con ogni probabilità è all'origine della committenza.